# Světový pohár v biatlonu 2017/2018 – Kontiolahti
7. podnik Světového poháru v biatlonu v sezóně 2017/18 probíhal od 8. do 11. března 2018 ve finském Kontiolahti. Na programu podniku byly závody ve sprintech, smíšený závod dvojic, smíšená štafeta a závod s hromadným startem.

## Program závodů
Oficiální program:
| Datum      | Disciplína                       | Začátek (SEČ) | Počet závodníků |
| ---------- | -------------------------------- | ------------- | --------------- |
| 8. března  | Sprint (muži)                    | 17:45         | 100             |
| 9. března  | Sprint (ženy)                    | 17:45         | 96              |
| 10. března | Smíšený závod dvojic             | 13:40         | 26 týmů         |
| 10. března | Smíšená štafeta                  | 16:45         | 23 týmů         |
| 11. března | Závod s hromadným startem (muži) | 13:30         | 30              |
| 11. března | Závod s hromadným startem (ženy) | 16:10         | 30              |

## Pořadí zemí
| Pořadí | Země      | 1. místo | 2. místo | 3. místo | Celkově |
| ------ | --------- | -------- | -------- | -------- | ------- |
| 1.     | Francie   | 1        | 1        | 2        | 4       |
| 2.     | Itálie    | 1        | 1        | 1        | 3       |
| 3.     | Rakousko  | 1        | 1        | 0        | 2       |
| 3.     | Německo   | 1        | 1        | 0        | 2       |
| 5.     | Rusko     | 1        | 0        | 1        | 2       |
| 6.     | Bělorusko | 1        | 0        | 0        | 1       |
| 7.     | Lotyšsko  | 0        | 1        | 0        | 1       |
| 7.     | Ukrajina  | 0        | 1        | 0        | 1       |
| 9.     | Norsko    | 0        | 0        | 2        | 2       |
|        | Celkem    | 6        | 6        | 6        | 18      |

## Průběh závodů

### Sprinty
Do závodu mužů neodstartoval pro bolesti břicha vedoucí závodník světového poháru Francouz Martin Fourcade. Favoritem tak byl druhý v průběžném pořadí, Nor Johannes Thingnes Bø. Ten až do druhé střelby vedl. Při ní však nezasáhl dva terče, a i když tradičně rychlým během snižoval ztrátu, dojel až na konečném čtvrtém místě. Mezitím dojel průběžně první do cíle Francouz Quentin Fillon Maillet, kterého však brzy předstihl také čistě střílející Lotyš Andrejs Rastorgujevs. Pak se po poslední střelbě dostal do čela Rus Anton Šipulin. Jeho náskok se postupně snižoval, ale dokázal přijet do cíle na prvním místě o necelých šest sekund. 
Českým závodníkům se nedařilo. Nejlépe dojel dvacátý Ondřej Moravec, který jednou chyboval při položce vstoje, solidně běžel, ale pomalu střílel. Adam Václavík běžel podobně, ale udělal na střelnici o dvě chyby více a dojel na 42. pozici. Michal Krčmář s pomalým během a čtyřmi nezasaženými terči skončil jako jeden z posledních na 88. místě. Závodů se nezúčastnil nemocný Michal Šlesingr.
Ve sprintu žen startovala jako jedna z prvních favoritek Běloruska Darja Domračevová. Vleže zastřílela čistě, ale vstoje udělala jednu chybu. Přesto do posledního kola vyjížděla první a díky nejrychlejšímu běhu dojela také průběžně první do cíle. Rychle běžela a oproti Bělorusce také střílela Lisa Vittozziová, která se po druhé střelbě dostala o sekundu před Domračevovou; v cíli však nakonec byla o 5,5 sekundy za ní. Po nich odstartovala Veronika Vítková, která zastřílela obě položky bezchybně, a i když neběžela nejrychleji, dojela na pátém místě. „Na trati to nebylo dnes právě ideální, tam jsem se nedokázala dostat do svého ideálního tempa,“ přiznala po závodě. Rychle pak běžela i Franziska Hildebrandová z Německa. Protože střílela obě položky čistě a rychleji než Domračevová, odjížděla do posledního kola s náskokem téměř 18 sekund. V tom jí však došly síly a když ani v cílové rovině nedokázala zrychlit, dojela nakonec o půl sekundy druhá. Z dalších českých reprezentantek byla úspěšná jen Jessica Jislová, která zasáhla všechny terče, ale vinou pomalejšího běhu hlavně v první části závodu obsadila až 22. místo.

### Smíšený závod dvojic
I když český tým nasadil do tohoto závodu své nejúspěšnější závodníky – Veroniku Vítkovou a Ondřeje Moravce – dobré umístění to nepřineslo. Oba museli na trestné kolo, nezasáhli celkem 13 terčů a dojeli na 18. místě z 26 týmů. 
Zvítězila Francie, která se od poloviny závodu udržovala většinou na čele. Druhé dojelo Rakousko a třetí Norsko, když především díky poslední střelbě dokázali předstihnout v tu chvíli překvapivě vedoucí závodníky Ukrajiny, Kanady a Japonska.

### Smíšená štafeta
Ani v tomto závodě česká reprezentace neuspěla. Eva Puskarčíková začala dobře, ale při střelbě vstoje ji ovlivnila změna stanoviště: „Byl problém, že nás na střelbu přijelo moc. Rozhodčí nám neříkali, kde máme stát, a my jsme se postupně odsouvaly,“ řekla Puskarčíková v rozhovoru pro Českou televizi. Osmi ranami zasáhla jen dva terče a po třech trestných kolech odjížděla na posledním místě. Jessica Jislová udělala na druhém úseku při střelbě jen jednu chybu a Michal Krčmář jedoucí po ní byl bezchybný; oba však ztráceli při běhu na trati, a tak posunuli českou štafetu jen na 19. a pak 15. místo. Do posledního úseku nastoupil Adam Václavík, pro kterého to byla premiéra ve štafetě v světovém poháru. Vleže střílel čistě, vstoje pak nezasáhl jeden terč, ale nesestřelil jej ani jedním z náhradních nábojů a musel na trestné kolo. Do cíle dovezl českou štafetu na 14. pozici.
V polovině závodu překvapivě udržovaly Slovenské reprezentantky; vinou slabšího výkonu slovenských mužů skončila jejich štafeta nakonec na desáté pozici. Do čela se od třetího úseku dostala čtveřice družstev Ruska, Ukrajiny, Itálie a Norska. vypracovali si náskok před ostatními závodníky a k poslední střelbě přijížděli spolu. Po ní získal pětisekundový náskok Ukrajinec Dmytro Pidrušnyj, kterého však v prudkém stoupání před cílem předjel Ital Lukas Hofer a malý náskok udržel až do cíle. Na třetím místě dojel Nor Tarjei Bø.

### Závody s hromadným startem
Při první střelbě vleže zasáhl Ondřej Moravec všechny terče a odjížděl v první skupině závodníků, zatímco Michal Krčmář stejně jako např. Martin Fourcade udělali po dvou chybách a museli stíhat hlavní pole. Do čela se dostal Nor Johannes Thingnes Bø, který však v dalším průběhu závodu udělal pět chyb a dojel až na 19. místě. Po třetí střelbě vedl jeden z mála bezchybně střílejících – Němec Arnd Peiffer, při poslední položce však udělal dvě chyby, které jej odsunuly na konečnou šestou pozici. Čisté střílející Fourcade se dostal do čela následován Rusem Antonem Šipulinem. V posledním prudkém stoupání je dojel Rakušan Julian Eberhard, přesto že měl po poslední střelbě ztrátu přes 17 sekund. Předjel Fourcada, který po zdravotních obtížích z minulých dní nebyl schopen plně finišovat, a když na posledním můstku před cílem spadl Šipulin, dojel si před Francouzem pro první místo. Michalovi Krčmářovi se podařilo další střelecké položky zvládnout bezchybně a rychlým během – oproti minulým závodům – si dojel pro osmé místo. „Ten úvod, to byla facka, kterou jsem asi potřeboval, abych se lépe koncentroval,“ řekl po závodě. Moravec udělal při třetí střelbě jednu chybu a protože běžel pomaleji, dojel devátý.
Do závodu s hromadným startem žen se z českých reprezentantek nominovala jen Veronika Vítková. Podobně jako Krčmář udělala při první střelbě vleže dvě chyby, ale oproti němu běžela v dalších kolech pomaleji a navíc i udělala dvě chyby i při první položce vleže. Poté zrychlila, ale z 27. pozice se posunula jen na 20. místo v cíli. Nedařilo se však ani největším favoritkám: Běloruska Darja Domračevová s pěti nezasaženými terči dojela přes nejrychlejší běh desátá, Slovenka Anastasia Kuzminová s šesti chybami až na 16. místě. V čele se udržovaly závodnice, které nebyly favoritkami, ale střílely bezchybně: po třetí střelbě odjížděly s téměř půlminutovým náskokem Němka Vanessa Hinzová, Francouzka Anaïs Chevalierová a Italka Lisa Vittozziová. Z nich čtvrtou střelbu zvládla čistě jen Hinzová, která pak náskok udržela až do cíle. Bylo to pro ni nejen první vítězství ve světovém poháru, ale i první individuální stupně vítězů v kariéře. V boji o druhé místo pak měla v cílové rovině více sil Vitozziová. Čtvrtá dojela Finka Kaisa Mäkäräinenová, které se sice nepodařilo získat před domácím publikem medaili, ale zvýšila svůj náskok před Kuzminovou v celkovém hodnocení světového poháru.

## Umístění na stupních vítězů

### Muži
| Disciplína                          | První místo     | Výkon   | Druhé místo          | Výkon   | Třetí místo            | Výkon   |
| Sprint (10 km)                      | Anton Šipulin   | 23:51,6 | Andrejs Rastorgujevs | 23:57,4 | Quentin Fillon Maillet | 24:08,9 |
| Závod s hromadným startem (12,5 km) | Julian Eberhard | 38:04,8 | Martin Fourcade      | 38:11,7 | Anton Šipulin          | 38:24,1 |

### Ženy
| Disciplína                        | První místo       | Výkon   | Druhé místo             | Výkon   | Třetí místo        | Výkon   |
| Sprint (7,5 km)                   | Darja Domračevová | 20:56,8 | Franziska Hildebrandová | 20:57,3 | Lisa Vittozziová   | 21:02,3 |
| Závod s hromadným startem (10 km) | Vanessa Hinzová   | 35:47,9 | Lisa Vittozziová        | 36:01,4 | Anaïs Chevalierová | 36:04,7 |

### Smíšené štafety
| Disciplína                        | První místo                                                             | Výkon     | Druhé místo                                                                   | Výkon     | Třetí místo                                                              | Výkon     |
| Smíšený závod dvojic (6 + 7,5 km) | Francie Anaïs Chevalierová Antonin Guigonnat                            | 33:29,1   | Rakousko Lisa Hauserová Julian Eberhard                                       | 33:31,5   | Norsko Marte Olsbuová Johannes Thingnes Bø                               | 33:33,5   |
| Smíšená štafeta (2×6 + 2×7,5 km)  | Itálie Dorothea Wiererová Lisa Vittozziová Dominik Windisch Lukas Hofer | 1:15:08,3 | Ukrajina Anastasija Merkušinová Vita Semerenková Artem Pryma Dmytro Pidrušnyj | 1:15:09,8 | Norsko Synnøve Solemdalová Tiril Eckhoffová Henrik L'Abée-Lund Tarjei Bø | 1:15:17,4 |